# Onobrychis major
Onobrychis major är en ärtväxtart som först beskrevs av Pierre Edmond Boissier, och fick sitt nu gällande namn av Hand.-mazz. Onobrychis major ingår i släktet esparsetter, och familjen ärtväxter. Inga underarter finns listade i Catalogue of Life.